# Lily (音声合成ソフトウェア)
Lily（リリィ）はインターネットより発売されている音楽製作用のボーカル音源の名称、および同製品に用いられているキャラクターの名称である。音楽グループm.o.v.eのボーカルyuriの声を録音し作成された歌声ライブラリを収録しており、メロディと歌詞を入力することでパソコン上でyuriの声をもとにした歌声を合成することが出来る。

## 製品
ヤマハの開発した歌声合成技術VOCALOIDに対応したボーカル音源で、VOCALOID2エンジン対応の製品が2010年8月25日に、VOCALOID3エンジン対応の製品が2012年4月19日に発売された。推奨するテンポは90BPM〜180BPM、推奨する音域はVOCALOID2版はD2からD4、VOCALOID3版はD2からG4。
本製品のパッケージには製品名と同じLilyという名前の女性キャラクターのイラストが用いられている。Lilyは元々エイベックス・マネジメント所属の音楽グループm.o.v.eが2009年8月19日に発売したアニメソングカバーアルバム『anim.o.v.e 01』の企画で作られたキャラクターである。アルバムのジャケットに描かれているキャラクターLilyの「声優」をyuriが務めている、という形となっている。キャラクターデザインは初音ミクなど、クリプトン・フューチャー・メディアのキャラクター・ボーカル・シリーズのデザインを手がけたKEIが担当した。本来はVOCALOIDの製品企画とは無関係に作られたキャラクターであった。
yuriの声をサンプリングし収録したVOCALOID、Lilyの企画は『anim.o.v.e 01』制作の際にKEIと出会ったこと、m.o.v.eメンバーのmotsuが元々VOCALOIDを使用していたことが影響して生まれたものだという。VOCALOIDを発売することによるm.o.v.eの宣伝としての効果も期待された。VOCALOID2版は、歌声を収録したライブラリをインターネットではなくエイベックスとヤマハが開発し、販路とユーザーサポートをインターネットが担当する形で、2010年8月25日に発売された。そのため、インターネット製のライブラリとは目指す方向性が異なり、人間的らしさではく合成音声的な声を追求したライブラリとなっている。インターネットがこれ以前に発売したがくっぽいどとMegpoidの2製品は歌声の提供者の声で歌う製品でアーティストボーカルと銘打っているが、本製品はキャラクターのLilyが先にあってそのキャラクターの声で歌うことをコンセプトとしており、ボーカロイドアーティストとされている。
2012年4月19日に発売されたVOCALOID3版のライブラリでは開発をインターネットが行った。パッケージには、VOCALOID2版の合成音背的な方向性の声を再現したライブラリと、新しく録音しなおされた歌声を元に、人間らしさを追求しつつyuriの声の再現を目指し作られたライブラリの2種類を収録している。
キャラクターについては「キャラクター使用に関するガイドライン」に基づき二次創作作品の公開、配布が許諾されている。クリプトン・フューチャー・メディアの運営する投稿サイト「ピアプロ」への投稿も可能。

## 関連商品

### m.o.v.e関連
『anim.o.v.e 01』（avex tune、2009年8月19日発売）
m.o.v.eのアニメソングカバーアルバム。キャラクターLilyが最初に登場した。
『anim.o.v.e 02』（avex tune、2010年8月25日発売）
VOCALOIDのLilyと同時発売されたm.o.v.eのアニメソングカバーアルバム。m.o.v.eによるカバーだけでなくLilyをボーカルに用いたカバーも収録されている。Lilyの体験版、リリィシーケンサー、Lilyの登場するKEI描き下ろしの16P 読み切りコミック「Schwarzgazer」を同梱。
『anim.o.v.e 03』（avex tune、2011年9月7日発売）
m.o.v.eのアニメソングカバーアルバム第3弾。Lilyによる歌は収録されていないが、ジャケットにLilyのキャラクターイラストが用いられている。

### その他の主な音楽CD
Lilyが曲に使用されていることが明記された主なCD。
| タイトル                        | アーティスト | レーベル         | 発売日        |
| ------------------------------- | --- | ---------------- | ------------- |
| DJ Lily Presents SUPER VOCALOID | オムニバス | avex tune        | 2011年4月27日 |
| DJ Lily Presents SUPER VOCALOID | Lilyをボーカルに用いた曲をはじめとするVOCALOID関連楽曲のノンストップリミックス・アルバム。LilyがDJとなり、選曲やリミックスを担当したという設定。 |                  |               |
| THE VOCALOID produced by Yamaha | オムニバス | VOCALOID RECORDS | 2011年9月14日 |
| VOCALOID3 meets TRF             | VRF | avex trax        | 2013年3月27日 |

### KarenTによる音楽配信
クリプトン・フューチャー・メディアのレーベル「KarenT」により、iTunes Storeなどの音楽配信サイトから、「Lily」の名前が明記された楽曲を収録し販売されているアルバム。
| タイトル            | アーティスト | リリース日    |
| ------------------- | ------------ | ------------- |
| キミノ・・・/SAKURA | AVTechNO!    | 2010年9月8日  |
| Progressive Android | YS           | 2011年2月23日 |
| Turn Back Time      | shu-t        | 2012年8月1日  |

### 書籍
「悪ノ娘」シリーズ・「悪ノ大罪」シリーズ（著：悪ノP（mothy）、出版：PHP研究所）
mothy_悪ノPが手掛ける七つの大罪をモチーフにした「悪ノ大罪シリーズ」の各楽曲を原作として、ボカロ小説の先駆ともされる。小説版において、Lilyをモチーフとする人物は各作品に登場するが、代表例は「リリアンヌ=ムーシェ」である。両シリーズを併せて2010年から2017年に発売され、全12巻。
桜ノ雨（原作・原案：halyosy、著：藤田遼、スタジオ・ハードデラックス、出版：PHP研究所）
halyosy（森晴義）が初音ミクを用いて発表した曲「桜ノ雨」の小説化。Lilyをモデルにしたキャラクター「友梨」が登場する。第1作が2012年3月に発売。2作目となる僕らが巡り逢えた奇跡が2013年3月、3作目となる僕らはここで逢おうが2014年3月に発売。スピンオフのFire◎Flower:十人十色に輝いた日々が2013年8月、Fire◎Flower 君を好きでいられて良かったが2015年3月に発売された。
メグメグ☆シンガーソングファイター（漫画：CAFFEIN、監修：株式会社インターネット、出版：KADOKAWA アスキー・メディアワークス）
Lilyをモデルにしたキャラクターが登場する。「COMIC@LOID」連載。2014年5月発売。
ミスルトウ（箸：ひとしずくP、出版社：booklista（電子書籍）・一迅社）
ひとしずくPとやま△が鏡音リン・レンを用いて発表された楽曲「ミスルトウ～魂の宿り木～」「ミスルトウ～転生の宿り木～」を元にした小説。Lilyをモデルにしたキャラクター「リリィ」が登場する。楽曲を収録したアルバムCDの初回限定ノベル同梱盤に付属した小説だったが、後に電子書籍として単独で2016年2月に発売、これの続編が紙媒体で2016年3月発売。

### フィギュア
ねんどろいど Lily（グッドスマイルカンパニー）
2013年3月29日発売。デフォルメフィギュア。